# 알레산드로 멘디니

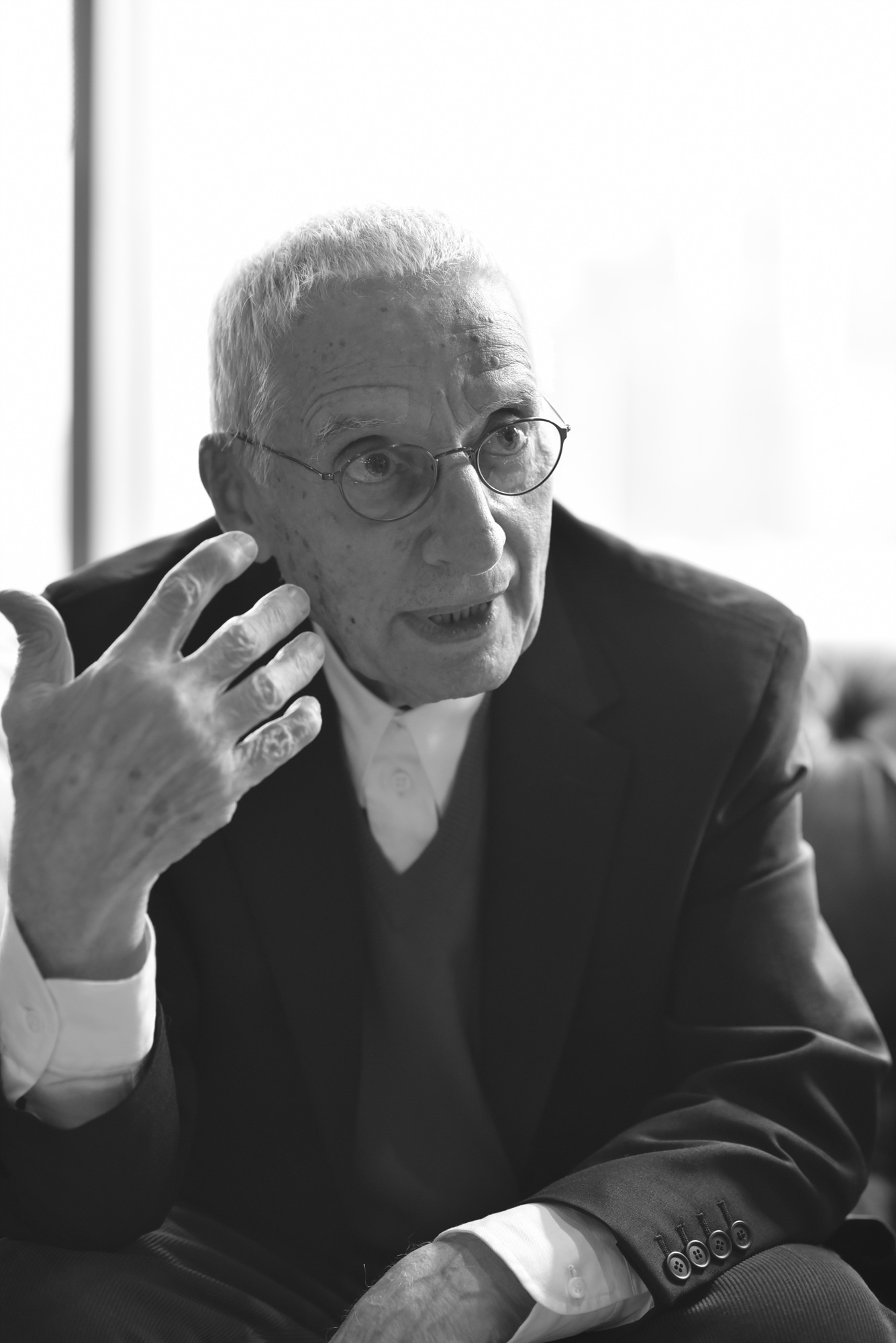
알레산드로 멘디니 프로필

알레산드로 멘디니(Alessandro Mendini, 1931년 8월 16일 ~ 2019년 2월 18일)는 이탈리아의 건축과 디자인 대부로 불리는 건축가이자 디자이너로써 포스트 모더니즘의 선구자이자 대명사이다.
1931년 이탈리아 밀라노에서 태어나 1959년에 밀라노 폴리테크니코 대학 건축학부를 졸업한 그는 1980-1985년에는 도무스 편집장을 역임하고 프루스트 의자, 그로닝겐 뮤지엄등 포스트 모더니즘의 대표적 작품을 만들며 현대 디자인의 판도를 바꾸었다. 1978년 멘디니는 기존에 있던 디자인이나 추상적 형태를 조합해 새로운 의미를 갖는 리디자인 개념을 프루스트 의자로 만들여 보였다.  이 의자는 그의 실험적인 시도가 단지 실험이 아니라 현실적 디자인 논리로도 가능하다는 것을 입증하고 있다.  르네상스 시대가 인간의 가치와 감수성을 예술로 표현했듯 멘디니의 공헌이라고 한다면 상업성과 기능성에 가려 주목받지 못했던 ‘가치’와 ‘감수성’등을 디자인 중심에 자리 잡게 했다는 것이다. 현재 까르띠에, 바쉐론 콘스탄틴, 슈프림, 에르메스, 스와로브스키 같은 세계적 기업과도 함께 일하고 있다.
건축가로서 멘디니는 몇 개의 건축물을 디자인했다. 알레시 본사, 히로시마 파라다이스 타워, 그로닝거 미술관, 아로사 카지노, 베로나의 비블로스 아트 호텔, 나폴리의 지하철 역사, 하노버의 버스 정류장. 특히 그로닝거 미술관은 '죽기전에 꼭 봐야 할 세계 건축 1001'에 선정되었다. 
디자이너로서 2010년에 디자인한 라문 아물레또 스탠드 조명 디자인의 역사적인 가치는 LED의 장점을 최대한 잘 살린 링모양으로 조명의 균일도를 높였으며 투명 소재를 사용하여 램프의 기계적 메커니즘을 돋보이게 한부분과 스프링과 전선이 없이 원과 직선으로만 만들어진 미니멀한 구조안에 다양한 색깔을 믹스매치해 인간적 감성을 불어넣었다는 것이다. 그 뛰어난 기능성과 작품성으로 현재 독일 뮌헨 현대 미술관(모던 피나코텍)과 미국 시카고 아테나에움 건축 디자인 뮤지엄, 네덜란드 그로닝거뮤지엄, 덴마크 뮤지엄, 중국 칭화대 아트뮤지엄에 영구 소장품으로 전시되고 있다.
1979, 1981년과 2014년에 이탈리아 황금나침반상(Compasso d’Oro)을 수상하고 프랑스에서는 문화 예술공로 훈장 기사장(Chevalier des Arts et des Lettres)직함을 수여 받았습니다. 또한 뉴욕의 건축가 협회의 명예 직함을 받았으며 밀라노 공대에서는 명예 박사 학위를 수여 받았습니다.
2014년에는 건축 및 디자인에 대한 높은 기준을 세우고 휴머니즘이 가미된 건축 예술의 환경을 조성한 건축가로써의 공헌을 인증받아 영예로운 유로피안 건축가상을 수상하였다. 그는 2017년에 "디자인의 오스카상"으로 간주되는 A&W 올해의 디자이너상을 수상했다.
2022년에는 이탈리아 밀라노 2022 명예의 전당(FAMEDIO OF MILAN - MONUMENTAL CEMETERY)에 헌액되었다. 역대 헌액자로는 오페라의 거장 쥬세페 베르디(Giuseppe Verdi)와 20세기를 대표하는 미학자 겸 소설가 움베르토 에코(Umberto Eco), 명품 패션 브랜드 ‘베르사체’의 설립자 지안니 베르사체 (Gianni Versace)를 비롯, 세계적인 성악가 루치아노 파바로티(Luciano Pavarotti)등이 있다.
"비록 당신이 알레산드로 멘디니라는 이름을 한 번도 들어보지 못했더라도 당신은 그의 작품에 묶여있다. 왜나하면 우리의 삶은 그가 없었더라면 지금과 달랐을 것이기 때문이다"
-알리스 로쏜(Alice Rawthorn)- 런던 디자인뮤지엄 디렉터

"알레산드로 멘디니는 예술과 건축 역사상 가장 상징적인 건축가이자 건축학적 사고를 대표하는 사람으로써  레오나르도 다빈치, 팔라디오, 알베르티, 르두와 같은 심오한 선상에 있는 인물이다.
그의 철학적인 생각은 독창적인 것 이상이다. 그는 가장 본질적인 디자인 아이디어를 위해 끊임없는 탐구와 창의성의 경계를 넘어, 가장 타협적이지 않은 방법으로 개념을 도출 해냈다. 그리고 그 결과는 우리 시대에 가장 예지력이 있고 지대한 영향을 가져올 것에 초점을 맞추고 있다. 건축적 아이디어가 바이러스보다 빠르게 전 세계적으로 복사되고 복제되는 시대에 멘디니와 그의 작품들은 천재 건축가의 독특한 지문을 보유한 채 비교할 수 없는 뛰어남과 예언적인 형태, 독창성을 보여주며 남아 있다."
-크리스티안 나르키비츠 레인(Christian Narkiewicz-Laine)-시카고 아테나에움 건축과 디자인 뮤지엄 회장

"네덜란드 그로닝겐에 자리한 그로닝거 미술관은 알레산드로 멘디니의 설계로 1994년 문을 열었습니다. 우리는 그의 창의성과 정신을 담은 작품들을 꾸준히 수집해왔고, 그중에서도 아물레또(Amuleto) 램프를 소장하게 된 것은 큰 기쁨이었습니다. 이 램프는 포스트모던 디자인의 정수를 담고 있으며, 실용적이면서도 유쾌하고 다채로운 아름다움을 자랑합니다.미술관장으로서의 나의 하루는 책상 위 아물레또 램프를 켜는 것으로 시작됐습니다. 그 빛은 단순한 조명이 아니라, 하루 종일 나를 감싸는 위안이자 창조의 영감이었습니다.최근 은퇴를 맞이하며 내가 가장 먼저 집으로 가져온 것도 바로 이 램프였습니다. 이제는 나의 개인 공간에서도 여전히 그 빛은 켜져 있으며, 나날의 시작과 끝을 함께합니다. 아물레또는 단순한 램프가 아닌 제 삶의 일부가 되었습니다."
--안드레아스 블룸(Andreas Blühm) - 네덜란드 그로닝거 뮤지엄 관장

## 경력
- 1989년 ~ : 아틀리에 멘디니 대표
- 1980년 ~ 1985년, 2010년 ~ 2011년 : 도무스 편집장
- 1977년 ~ 1981년 : 모도 편집장
- 1970년 ~ 1976년 : 까사벨라 편집장

## 수상 내역
- 2022년 : 밀라노 명예의 전당 헌액
- 2017년 : A&W 올해의 디자이너상
- 2014년 : 유로피안 건축가상
- 2014년 : 황금콤파스상
- 1981년 : 황금콤파스상
- 1979년 : 황금콤파스상

## 주요 작품 활동
- 라문 아물레또 스탠드 조명 2010
- 까르띠에 조형물 2009
- 비블로스 아트 호텔 2005
- 나폴리 지하철역 디자인 2003
- 로마 테르미니 역 2000
- 안나 G 1994
- 흐로닝어 미술관 1989
- 히로시마 파라다이스 타워 1989

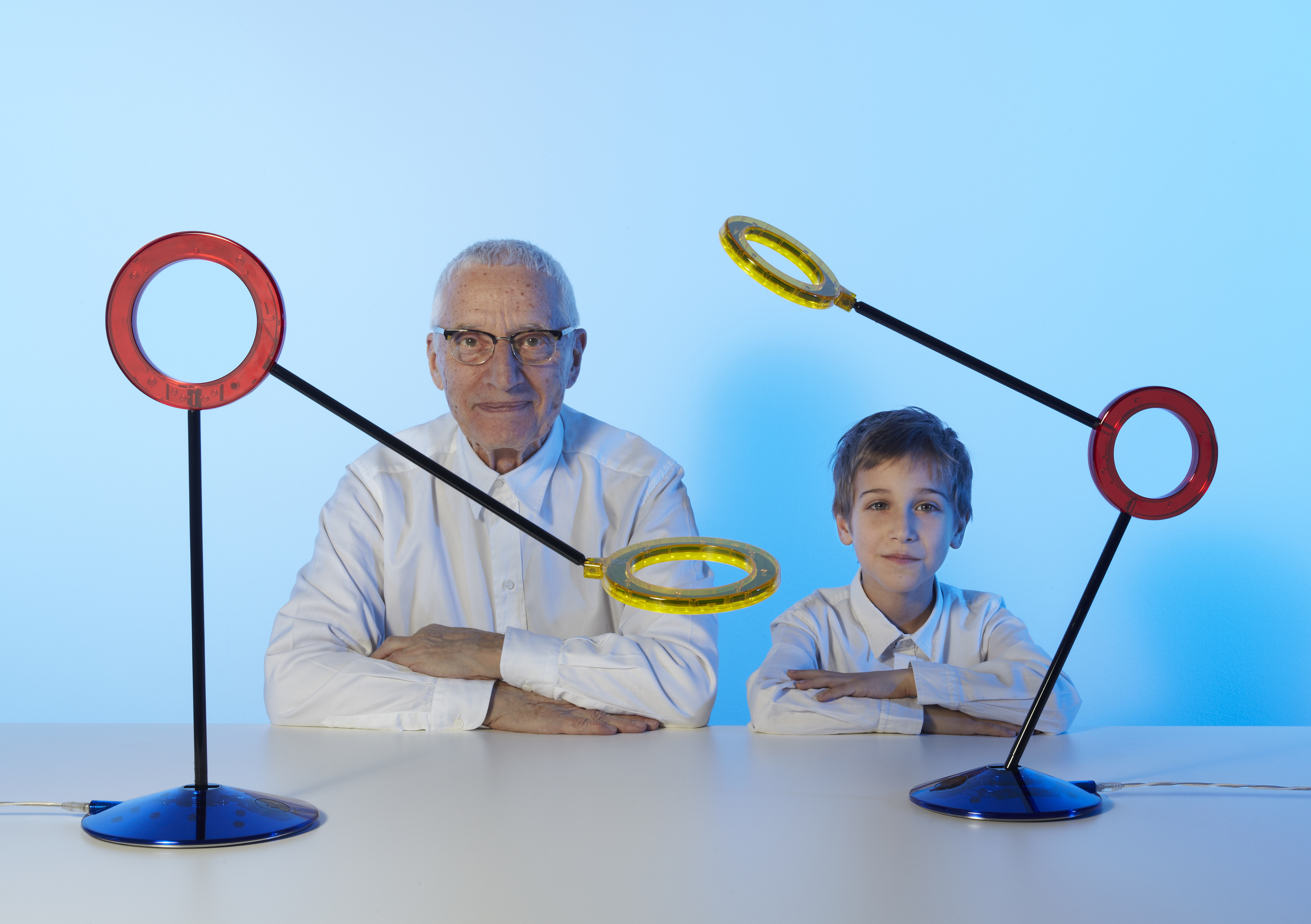
RAMUN amuleto 2010

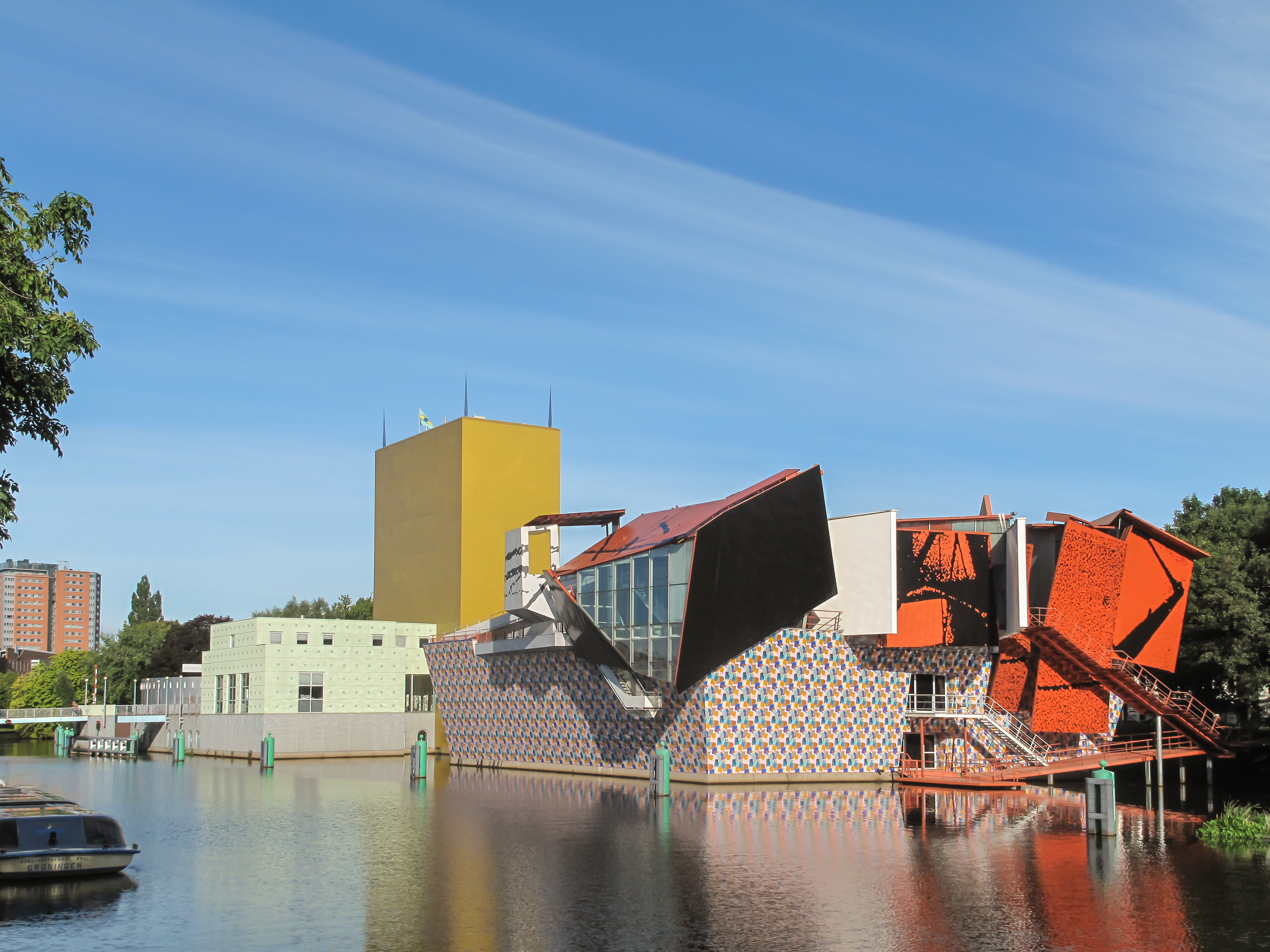
흐로닝어 미술관, 1989

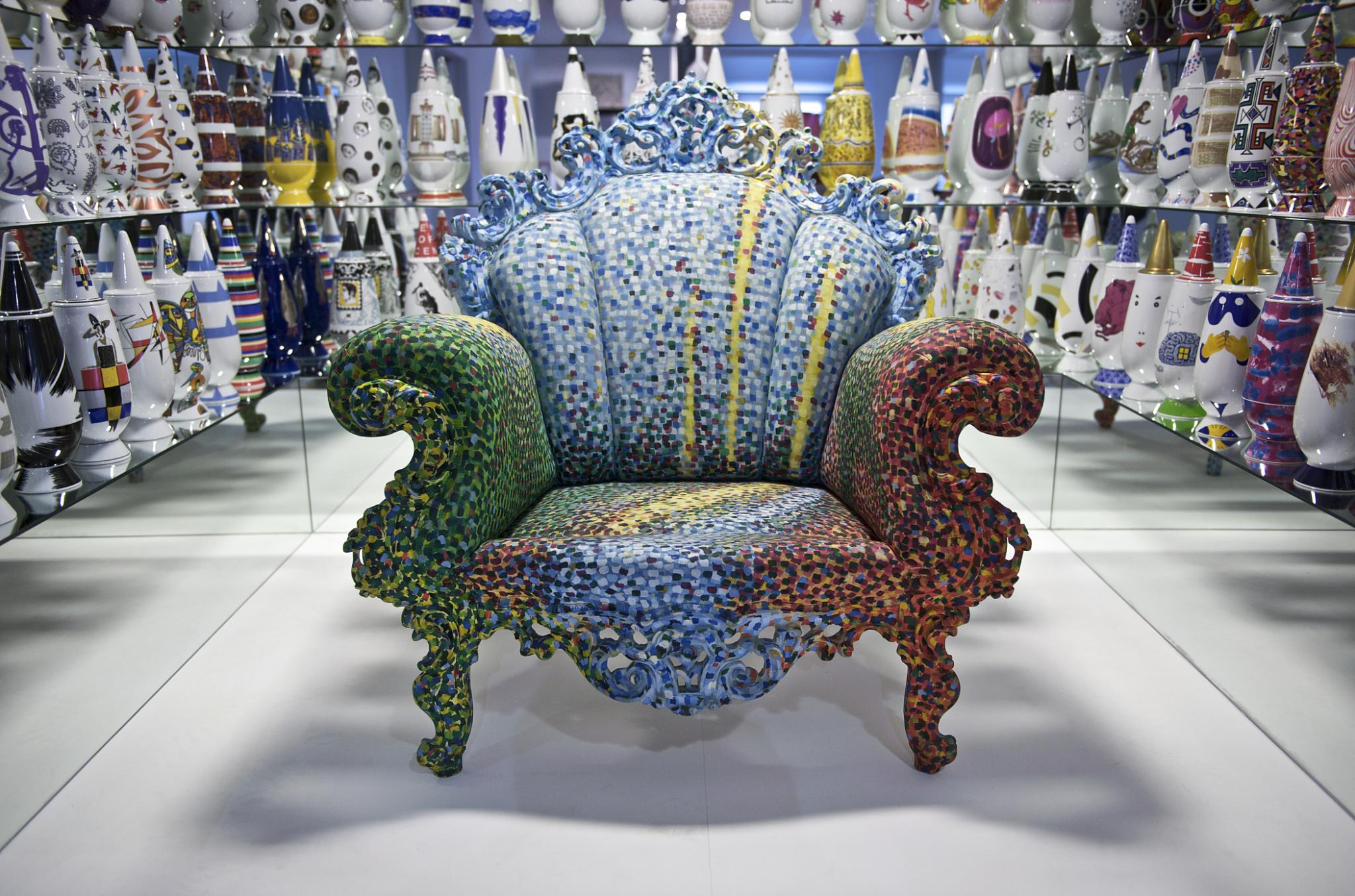
Proust chair 1978

- Tea & Coffee Piazza 1983
- 프루스트 의자 1978